# Lorenzo Ilarregui Goñi
Blahoslavený Lorenzo Ilarregui Goñi, řeholním jménem Gabriel z Aróstegui (10. srpna 1880, Aróstegui – 23. srpna 1936, Madrid), byl španělský římskokatolický řeholník Řádu menších bratří kapucínů a mučedník.

## Život
Narodil se 10. srpna 1880 v Aróstegui jako syn Andrése a Estefaníe. Pokřtěn byl o den později. Dne 24. srpna 1881 přijal svátost biřmování.
Chodil do školy v Eguaras. Ve 14 letech se stal sluhou v Ilarregui a následně po osmi letech sloužil v Erice. V této době se zamiloval do jedné z dívek a plánovali si manželství. Nakonec utekl a vstoupil ke kapucínům v Montehano.
Dne 31. prosince 1910 přijal hábit a jméno Gabriel. Dne 1. ledna 1912 složil své časné sliby a 6. ledna 1918 složil sliby věčné. Poté byl přidělen do kláštera v El Pardo (Madrid kde 24 let působil jako zahradník a staral se zde o dobytek.
Dne 21. července 1936 napadli klášter milicionáři. Gabriel se rozhodl utéct a skočil z okna. Poté se ukrýval na hoře blízko kláštera. Zde byl dopadem milicí a zatčen a vězněn v klášteře. Byl psychicky a fyzicky mučen a nucen rouhat se Bohu, což odmítl. Dne 25. července byl propuštěn a našel úkryt u svého přítele Dr. Úbedy. Poté se rozhodl vrátit do El Pardo, kde byl na cestě zatčen a znovu odveden do kláštera. Následně působil dál jako zahradník v klášteře pod dohledem milice. Dne 23. srpna byl při modlitbě růžence zastřelen.

## Proces blahořečení
Proces jeho blahořečení byl zahájen roku 1954 v arcidiecézi Madrid spolu s dalšími jedenatřiceti spolubratry kapucíny.
Dne 27. března 2013 uznal papež František jejich mučednictví. Blahořečeni byli 13. října 2013 ve skupině 522 španělských mučedníků.